# Ángela Stella Camacho
Ángela Stella Camacho  (Bogotá, 1947), física colombiana, presidenta de la Red Colombiana de Mujeres Científicas. Como docente e investigadora universitaria, ha realizado sus principales investigaciones en los campos de Física de la materia condensada, Física del estado sólido y Física de baja dimensionalidad, siendo reconocida a nivel nacional e internacional. Fue la primera mujer colombiana en obtener un doctorado en física.

## Biografía
Nació en Bogotá en 1947. Hacia el año de 1966 inició sus estudios profesionales en la Universidad Nacional de Colombia, donde recibió el título de física en 1970. Posteriormente viajó a Alemania y obtuvo el Diplom-physikerin en la Technische Hochschule Darmstadt, en 1973. En 1977 adquiere el grado de Dr. rer.nat. en la Universidad Johannes Gutenberg Mainz, Alemania Federal.
A su regreso a Colombia en 1978 inició su labor docente e investigativa en el departamento de Física de la Universidad Industrial de Santander, donde permaneció hasta 1982. Allí fue Coordinadora de Investigaciones del Departamento de Física entre 1980 y 1982. En 1982 se trasladó a la Universidad de los Andes donde ocupó diversos cargos, dentro de los que se destacan: Directora del Departamento de Física, (1983-1984), Coordinadora de Investigaciones del Departamento de Física, (1984-1988), Coordinadora de Postgrado e Investigaciones del mismo departamento (1990- 2005) y Miembro del Comité de Ordenamiento Profesoral de la Facultad de Ciencias en el periodo 2008-2012. A través de su carrera profesional participó activamente en la formación de varias generaciones de físicos y dirigió 2 tesis de doctorado, 11 de maestría y 16 de pregrado.
Es autora de 81 publicaciones científicas y 9 divulgativas. En reconocimiento de sus calidades científicas e investigativas, la Asociación Colombiana para el Avance de la Ciencia le otorgó en el año 2003 el Premio Nacional a la excelencia en investigación y la Academia Colombiana de Ciencias Exactas, Físicas y Naturales la eligió Miembro Correspondiente en el año 2002 y Miembro de Número en el año 2011.

## Áreas de investigación
Experta en Física de la materia condensada, Física del estado sólido, Física de baja dimensionalidad, Estructuras Semiconductoras de baja dimensionalidad. También es experta en Nanoestructuras semiconductoras, propiedades ópticas y electrónicas y dinámica de nanoestructuras.
Su interés está centrado en la interacción de luz con nano-sistemas de dimensión cero y uno, por ejemplo, Nano-alambres que sirven como modelo de los nanotubos de carbono.

## Premios y reconocimientos
- Miembro Asociado del International Centre for Theoretical Physics, 1984-1990
- Premio a la Producción Científica, Convocatoria de COLCIENCIAS, 1990.
- Miembro del programa de estímulos a investigadores de COLCIENCIAS, 1994
- Miembro del programa de estímulos a investigadores de COLCIENCIAS, 1996
- Miembro del Grupo ganador de la Convocatoria Especial de COLCIENCIAS a grupos de excelencia, 1996.
- Profesora adscrita, Universidad del Valle, Cali- Colombia, 1997-1999
- Miembro del grupo de Física de la Materia Condensada, Grupo escalafonado por COLCIENCIAS en la categoría A, 1999
- Miembro del grupo de Física de la Materia Condensada, Grupo escalafonado por COLCIENCIAS en la categoría A, 2001
- Líder por Colombia para el movimiento de Mujeres en Física, París, marzo de  2002
- Líder por Colombia de la redIX.E del subprograma de Microelectrónica del CYTED, 1999-2003
- Premio Nacional Asociación Colombiana para el Avance de la Ciencia (ACAC) a la excelencia en investigación 2003
- Editor invitado, Microelectronics Journal, Vol.9 No.11, noviembre de 2008
- Líder por Colombia de la red CYTED NANODYF, 2011-2014[2]

## Publicaciones
- J.C Arias and A. Camacho, ENHANCED ELECTRIC FIELD IN SHORT CHAINS OF METALLIC NANOPARTICLES OF DIFFERENT SHAPES Journal of Electromagnetic Analysis and Applications, 3,11,458 (2011).
- Jefferson Flórez and Angela Camacho, EXCITONIC EFFECTS ON THE SECOND-ORDER NONLINEAR OPTICAL PROPERTIES OF SEMI-SPHERICAL QUANTUM DOTS. Nanoscale Research Letters 6, 268, (2011).
- A.S. Camacho and J.F.Nossa, GEOMETRIC DEPENDENCE OF THE DIELECTRIC PROPERTIES OF QUANTUM DOTS ARRAYS, Microelectronics Journal 40, 835, (2009).
- A.S.Camacho and J.F.Nossa, GEOMETRICAL EFFECTS ON THE PROPERTIES OF1d,2d AND 3d QUANTUMDOTS SUPERCRYSTALS, 29TH Conference on Semiconductors, Rio de Janeiro, Brasil, July, 2008.
- J.F.Nossa and A.S Camacho, OPTICAL PROPERTIES OF SUPERCRYSTALS, Microelectronics Journal 39,11, 1251(2008).
- H.Ramirez, A.S.Camacho and L.C.Lew Yan Voon, ELECTRON DYNAMICS IN RECTANGULAR DOUBLE DOTS, Nanotechnology, 17,1286 (2006)
- A.Camacho, R.M.Gutiérrez and J.L. Carrillo, SCALING RELATIONS OF TUNNELING RATES IN QUANTUM WELLS SYSTEMS, phys. stat. sol. (c) 1, No. S1, S46– S49 (2004)